# Lotnisko Ampfing-Waldkraiburg
Lotnisko Ampfing-Waldkraiburg (ICAO: EDNA) – lotnisko położone 8 km na zachód od Mühldorf am Inn, w kraju związkowym Bawaria, w Niemczech.